# France au Concours Eurovision de la chanson 1970
La France a participé au Concours Eurovision de la chanson 1970 à Amsterdam, aux Pays-Bas. C'est la quinzième participation de la France au Concours Eurovision de la chanson.
Le pays est représenté par Guy Bonnet et la chanson Marie-Blanche, sélectionnés par l'Office de radiodiffusion-télévision française (ORTF) au moyen d'une émission télévisée diffusée sur la première chaîne de l'ORTF.

## Sélection
Après huit années consécutives de sélections internes, l'ORTF décide d'organiser une finale nationale télévisée qui a duré sept semaines. La sélection nationale de 1970 est composée de quarts de finale, de demi-finales et une finale, chaque émission ayant lieu un samedi. À chaque émission, deux chansons sont interprétées, l'une des deux se qualifie pour le tour suivant ou, en finale, remporte la sélection nationale et représentera alors la France à l'Eurovision 1970. Chaque jury représentant l'une des chaînes régionales de l'ORTF votent pour leur chanson préférée. Huit chansons au total ont participé à la sélection nationale.
L'émission de la finale nationale, présentée par Dany Danielle et Sylvain Deschamps, a eu lieu le 21 février 1970 dans le studio 102 de la maison de la Radio, à Paris,,.
Plusieurs participants à la sélection ont déjà représenté la France dans le passé : Isabelle Aubret en 1962 et 1968, Alain Barrière en 1963 ainsi que Noëlle Cordier en 1967.

### Quarts de finale
| Artiste        | Chanson                   | Place |
| -------------- | ------------------------- | ----- |
| Noëlle Cordier | Comme on pourrait s'aimer | 1     |
| Alain Barrière | Faut croire en quoi       | 2     |

| Artiste                           | Chanson         | Place |
| --------------------------------- | --------------- | ----- |
| Isabelle Aubret et Daniel Beretta | Olivier, Olivia | 1     |
| Julie Bergen                      | Menningen       | 2     |

| Artiste           | Chanson                       | Place |
| ----------------- | ----------------------------- | ----- |
| Henri Tachan      | Félicie                       | 1     |
| Christine Legrand | Viens dans la ronde de la vie | 2     |

| Artiste    | Chanson                         | Place |
| ---------- | ------------------------------- | ----- |
| Guy Bonnet | Marie-Blanche                   | 1     |
| Patricia   | C'est toujours sur l'autre rive | 2     |

### Demi-finales
| Artiste                           | Chanson                   | Place |
| --------------------------------- | ------------------------- | ----- |
| Isabelle Aubret et Daniel Beretta | Olivier, Olivia           | 1     |
| Noëlle Cordier                    | Comme on pourrait s'aimer | 2     |

| Artiste      | Chanson       | Place |
| ------------ | ------------- | ----- |
| Guy Bonnet   | Marie-Blanche | 1     |
| Henri Tachan | Félicie       | 2     |

### Finale
| Artiste                           | Chanson         | Place |
| --------------------------------- | --------------- | ----- |
| Guy Bonnet                        | Marie-Blanche   | 1     |
| Isabelle Aubret et Daniel Beretta | Olivier, Olivia | 2     |

## À l'Eurovision
Chaque pays avait un jury de dix personnes. Chaque juré attribuait un point à sa chanson préférée.

### Points attribués par la France
| 3 points | Belgique                  |
| 2 points | Monaco Royaume-Uni Suisse |
| 1 point  | Irlande                   |

### Points attribués à la France
| 10 points | 9 points | 8 points  | 7 points               | 6 points |
| --------- | -------- | --------- | ---------------------- | -------- |
|           |          |           |                        |          |
| 5 points  | 4 points | 3 points  | 2 points               | 1 point  |
|           |          | - Irlande | - Monaco - Yougoslavie | - Italie |

Guy Bonnet interprète Marie-Blanche en 6e position sur la scène après la Belgique et avant le Royaume-Uni. Au terme du vote final, la France termine 4e ex æquo avec l'Espagne et la Suisse sur 12 pays avec 8 points.